# Monodontomerus thorpi
Monodontomerus thorpi är en stekelart som beskrevs av Grissell 2000. Monodontomerus thorpi ingår i släktet Monodontomerus och familjen gallglanssteklar. Inga underarter finns listade i Catalogue of Life.